# Rebecca Ljungbergh
Anna Rebecca Margaretha Limerick Pantzar-Ljungberg – szwedzka judoczka.
Srebrna medalistka mistrzostw Europy w 1977 i 1982; brązowa w 1978 i 1979. Wygrała mistrzostwa nordyckie w 1979 i 1981 roku.